# LibrePlanet

Logo der Veranstaltung

LibrePlanet (übersetzt „Freier Planet“) ist ein Gemeinschaftsprojekt der Free Software Foundation. Ihr erklärtes Ziel ist die Förderung von freier Software auf der ganzen Welt durch jährlich stattfindende internationale Konferenzen in lokalen Gemeinden und Organisationen.

## Geschichte
Das Projekt wurde 2006, bei einer Versammlung von Mitgliedern der Foundation und dem Willen das Ganze in geographischen Gruppen zu organisieren, geboren. Die erste LibrePlanet-Veranstaltung wurde 2009 abgehalten, die Neueste fand 2016 vom 19. bis 20. März statt.

## LibrePlanet-Konferenz
Die Konferenz wird jährlich von der Free Software Foundation in oder rundum Boston organisiert. Die Konferenz ersetzt das FSF „Annual Members Meeting“ (kurz AMM), welches jährlich zur selben Zeit stattfand. Jedes Jahr gibt es ein neues Thema und eine eigene Website für die Konferenz. Typischerweise spricht auch der FSF-Präsident Richard Stallman und FSF-Geschäftsführer John Sullivan sowie zahlreiche Mitglieder der freien Software Community auf der Veranstaltung. Z. B. sprach Edward Snowden im Jahre 2016 auf der Konferenz.